# وينفريد هاريس
وينفريد هاريس (بالإنجليزية: Winifred Harris)‏ هي ممثلة بريطانية (وحملت سابقاً جنسية المملكة المتحدة لبريطانيا العظمى وأيرلندا)، ولدت في 17 مارس 1880 في المملكة المتحدة، وتوفيت في 18 أبريل 1972 بإيفانستون في الولايات المتحدة.

## وصلات خارجية
- وينفريد هاريس على موقع IMDb (الإنجليزية)
- وينفريد هاريس على موقع ألو سيني (الفرنسية)
- وينفريد هاريس على موقع أول موفي (الإنجليزية)
- وينفريد هاريس على موقع قاعدة بيانات برودواي على الإنترنت (الإنجليزية)
- وينفريد هاريس على موقع قاعدة بيانات الأفلام السويدية (السويدية)
- وينفريد هاريس على موقع قاعدة بيانات الفيلم (الإنجليزية)
- وينفريد هاريس على موقع كينوبويسك (الروسية)